# Франческо Аббадесса
Франческо Аббадесса (Палермо, 15 грудня 1869 р. — Палермо, 2 квітня 1954 р.) — італійський шахіст і проблеміст.
Бухгалтер за професією, він грав як заочно, так і за дошкою. Переміг в турнірі, організованому Недільною Газетою Народу і витримав матч проти Вітторіо Торре із Турину.
Відомий в Італії проблеміст, склав близько 130 задач, в основному, в дво-, три- та чотириходівки. Засновник і директор газети «Відзвук шахів» (L'Eco degli Scacchi). Редактор шахових розділів багатьох відомих газет. Він співпрацював із Руєм Лопесом. Коментатор партій. Співзасновник (8 жовтня 1896 р.), секретар (1896) і президент (1898—1900) «Шахового Гуртка Альпійсько-Сицилійського клубу».